# Bruchus
Genre
Bruchus est un genre d'insectes coléoptères de la famille des Chrysomelidae, de la sous-famille des Bruchinae.

## Taxinomie
C'est Linné qui créa le genre Bruchus, en y rattachant à l'origine presque toutes les espèces connues de bruches.
Par la suite, ce genre fut subdivisé et de nombreuses espèces ont été réparties dans différents genres nouveaux.
Certains auteurs ont néanmoins continué à classer de nouvelles espèces décrites de bruches dans le genre Bruchus, créant une certaine confusion dans ce taxon qui finit par regrouper nombre d'espèces non apparentées de façon tout à fait évidente.
À présent, après plusieurs révisions, la circonscription du genre Bruchus est relativement claire.
Des analyses phylogénétiques ont montré que le genre Bruchus, tel qu'il est défini actuellement, est un genre monophylétique, mais aussi que deux des sept groupes composant le genre sont « potentiellement paraphylétiques ».

### Liste des espèces
Le genre Bruchus regroupe actuellement (2013) 36 espèces valides, :
- Bruchus affinis Frölich, 1799.
- Bruchus altaicus Fahraeus, 1839.
- Bruchus anatolicus Anton, 1999.
- Bruchus atomarius (Linnaeus, 1761).
- Bruchus brachialis Fahraeus, 1839.
- Bruchus brisouti Kraatz, 1868.
- Bruchus canariensis Decelle, 1975.
- Bruchus dentipes (Baudi, 1886).
- Bruchus emarginatus Allard, 1868.
- Bruchus ervi Frölich, 1799.
- Bruchus griseomaculatus Gyllenhal, 1833.
- Bruchus hamatus Miller, 1881.
- Bruchus hierroensis Decelle, 1979.
- Bruchus ibericus Anton, 1999.
- Bruchus laticollis Bohemann, 1833.
- Bruchus lentis Frölich, 1799 - bruche des lentilles.
- Bruchus libanensis Zampetti, 1993.
- Bruchus loti Paykull, 1800.
- Bruchus lugubris Fahraeus, 1839.
- Bruchus luteicornis Illiger, 1794.
- Bruchus mirabilicollis Lukjanovitch & Ter-Minassian, 1968.
- Bruchus mulkaki Lukjanovitch & Ter-Minassian, 1957.
- Bruchus occidentalis Lukjanovitch & Ter-Minassian, 1957.
- Bruchus pavlovskii Lukjanovitch & Ter-Minassian, 1954.
- Bruchus perezi Kraatz, 1868.
- Bruchus pisorum (Linnaeus, 1758) - bruche du pois.
- Bruchus rufimanus Bohemann, 1833 - bruche de la fève.
- Bruchus rufipes Herbst, 1783.
- Bruchus sibiricus Germar, 1824.
- Bruchus signaticornis Gyllenhal, 1833
- Bruchus tetragonus (Baudi, 1886).
- Bruchus tristiculus Fahraeus, 1839.
- Bruchus tristis Bohemann, 1833.
- Bruchus ulicis Mulsant & Rey, 1858.
- Bruchus venustus Fahraeus, 1839.
- Bruchus viciae Olivier, 1795 - bruche de la vesce.

### Synonymes
Selon Faunaeur :
- Laria Geoffroy 1763
- Mylabris Muller 1764
- Mylabris Geoffrey, 1762